# Manuel Poy y Comes
Manuel Poy y Comes fue un matemático y pedagogo ilustrado catalán del siglo XVIII y autor de tratados de aritmética, álgebra y contabilidad económicas, que tuvieron una enorme difusión a nivel internacional durante el siglo XIX.

## Trayectoria
En 1787, junto a otros tres "profesores de arte", consiguen de la Real Audiencia permiso para crear un Colegio en Barcelona a imagen y semejanza del Colegio Académico que se había creado en 1779 en Madrid, para regular la enseñanza elemental en el Reino de España. Dichos "profesores de arte" incluían a los ilustrados Joan Vidal i Mateu, Feliu Rius y Bonaventura Pallés, pero sería Manuel Poy el que presentara un plan de estudios que comprendía nociones de lectura y escritura, gramática castellana y latina, aritmética y álgebra, geografía, retórica, poesía, religión, moral cristiana, poesía, urbanidad y buenas costumbres. En 1799 el Colegio Académico se fusionaría con la Hermandad de San Casiano de Barcelona para dar lugar al Real Colegio Académico de Primeras Letras, culminando un proceso de modernización de la enseñanza elemental en la época de la ilustración en la ciudad condal, que fue especialmente impulsado por el obispo ilustrado José Climent.
No obstante, Manuel Poy pasaría a la posteridad por ser el autor de una serie de tratados sobre aritmética mercantil, álgebra y contabilidad empresarial, que se editarían repetidamente a lo largo del siglo XIX.

## Obras
- Tratado general de cambios, usos y estilos sobre el pago de las letras, monedas, pesos y medidas de todas las naciones comerciantes, y en particular de España, con su mutua correspondiente. Obra póstuma. Barcelona, impreso por los hermanos Juan y Jaime Gaspar 1830. Dada a luz dividida en 4 partes su discípulo Salvador Ros Renart.[4]
- Llave aritmética y algebraica. Barcelona, 1801. Por Francisco Suriá y Burgada, Impresor.[5]
- Elementos de aritmética numérica y literal al estilo de comercio para instrucción de la juventud. 2 tomos en 1. Barcelona, Sierra y Martí 5.ª edición 1819. Edición considerablemente con la parte teórica, demostrativa, con algunos nuevos tratados teórico-prácticos y varias observaciones y notas por su discípulo D. Salvador Ros y Renart, profesor de humanidades.
- Aritmética mercantil de Poy + Tratado elemental de álgebra de Poy (2 tomos en 1 vol.). Ed. Juan Francisco Piferrer; Barcelona. 1842.